# Reason (logiciel)
Pour les articles homonymes, voir Reason.
 (janvier 2013).
Si vous disposez d'ouvrages ou d'articles de référence ou si vous connaissez des sites web de qualité traitant du thème abordé ici, merci de compléter l'article en donnant les références utiles à sa vérifiabilité et en les liant à la section « Notes et références ».
Reason est un logiciel de musique assistée par ordinateur (MAO) utilisé par tout type de musiciens (amateurs à professionnels). Il est édité par la société suédoise Reason Studios (Propellerhead Software jusqu'à fin 2019).
Il est une station de travail audio-numérique (DAW) virtuelle composée d'une baie (rack) accueillant différents modules (instruments, effets, outils midi, lecteurs de notes et d'accords etc.), d'un séquenceur musical et d'une table de mixage.
Les instruments proposés sont de deux types : modules de synthèse sonore (expandeur, synthétiseurs classiques ou modulaires) et échantillonneurs (sampler).
Les processeurs d'effets proposent, quant à eux, des effets temporels (réverbérations, retards (delay), chorus etc.) ou dynamiques (compresseurs, portes de bruit etc.).
Le logiciel est compatible MIDI et utilise la norme VST.
Il peut être utilisé en tant que studio d'enregistrement virtuel ou pour des performances « live », que ce soit seul ou synchronisé avec d'autres logiciels ou matériels MIDI.
À partir de la version 11, un rack autonome (instruments et effets) peut être utilisé dans n'importe quelle autre station audionumérique concurrente (Steinberg Cubase, Avid Pro Tools etc.).

## Prise en main
Reason comprend une fonction qui permet de voir la façade arrière du rack virtuel, afin de réaliser soi même le câblage entre les différents modules. Ceci permet notamment l'utilisation d'entrées/sorties de paramétrage (contrôle de tension électrique (control voltage) ou CV, permettant entre autres choses le contrôle de la hauteur des sons, du volume de sortie du module, etc), ou d'activer le « Vocodeur » en le câblant d'une part à une « porteuse » pour le son et d'autre part au « Sampler » où se trouve l'échantillonnage de voix choisi.

## Interfaces de sortie
Reason est compatible MIDI en tant qu'élément contrôlé. En pratique, on connecte à Reason via son ordinateur (avec par exemple un câble MIDI/USB) un clavier MIDI qui permettra de jouer et d'enregistrer sur les pistes du séquencer n'importe lequel des sons produits par les synthétiseurs et les échantillonneurs du « rack » que l'on génère par une fonction « create » permettant de les empiler

## Le « ReWire »
Le ReWire avait une place particulièrement importante avant la version 9.5 de Reason car ce dernier ne supportait pas les VST. Depuis la version 9.5 de Reason, les plugins VST sont supportés.
Avec le ReWire, Reason peut être commandé par un séquenceur externe tel que Cubase, Pro Tools, Digital Performer, Ableton Live ou encore Cockos Reaper et de router jusqu'à 64 sorties virtuelles vers la table de mixage de destination; ce qui permet d'intégrer facilement Reason dans d'autres environnements de production.
La technologie ReWire, a été créée par Proppellerheads, et cette dernière permet notamment d'intégrer ReBirth RB-338 (le produit précédent de Propellerhead), dans un projet Reason.

## Équipements

### Modules de base
- Hardware Interface - Gère l'interface entre la partie logiciel et la partie hardware de l'ordinateur, un maximum de 32 canaux stéréophoniques peuvent être gérés.
- Le Combinator - Le combinator est un module permettant de regrouper des objets en un seul module.

Par exemple : une table 14:2, un Sampler NN-XT, des modules d'effets, permettant ainsi de grouper des équipements ensemble et ainsi retrouver une certaine homogénéité dans le projet.
Il permet aussi également de grouper des effets.. Le nombre de modules combinés n'est pas limité.
Enfin, il permet grâce aux 4 boutons en face avant de piloter des Automations sur les effets (filtres) ou des instruments.

### Tables de mixage
Reason peut utiliser 2 type de Table de mixage différentes :
- Une table 14:2 (14 entrées, 1 sortie), ou :
- Une table plus petite 6:2 (6 entrées, 1 sortie stéréo)

Les tables se comportent comme de vraies tables réelles, avec indicateurs de niveau (VU-mètres), automation, etc.
- Le mixeur 14:2 (« Remix ») dispose de réglage de Tonalité (grave/aiguës), de VU-mètres, de 4 bus de départ d'effets, 4  bus de retour d'effet. Une entrée chainage de table (daisy-chain) également disponible pour augmenter le nombre de canaux de mixage…
- Line Mixer 6:2 - Communément appelé  Micromix, est une « mixette » 6 canaux, 1 seul départ auxiliaire, pas d'égaliseur, pas de VU-mètre et contrôles de volume limité.

### Instruments virtuels

#### Synthétiseurs
Reason dispose de trois synthétiseurs virtuels, utilisant chacun des « synthèses » différentes :
- Subtractor Analogue Synthesizer' - Connu sous  Subtractor Polyphonic Synthesizer - Module de synthèse soustractive pouvant gérer jusqu'à  99 voix simultanément.

L'instrument est piloté par 2 oscillateurs de 32 formes d'ondes chacun, pouvant être modulé par phase.
- Thor Polysonic Synthesizer - est un synthétiseur semi-modulaire introduit avec Reason 4,  il présente 6 différents types d'oscillateurs et 4 modules de filtrage, un séquenceur pas-à-pas et des solutions de routages de son complexes.
- Malström Graintable Synthesizer - est un synthétiseur granulaire. Il est très utilisé notamment pour la qualité de ses « lignes de basses ».

#### Sampleurs
Reason utilise également 4 sampleurs différents :
Ils sont tous polyphoniques et peuvent lire la plupart des formats sonores courants : WAV, AIFF, Soundfonts et .REX
- NN-19 Digital Sampler - est le plus simple des 2 sampleurs, il utilise moins de CPU, permettant la création de multiples instruments. Il ne gère pas les vélocités sur les samples et ne gère le « layering » (multicouche d'échantillons sonore sur une même note). Il est parfait pour un son de clavecin, d'orgue ou de Mellotron mais est complètement inadapté pour un son de piano qui requiert des échantillons complexes, variés et multiples.
- NN-XT Advanced Sampler - est une version plus avancée du  NN19, plus complexe à maitriser mais il offre plus de possibilités : Layering, Vélocité sur échantillons, etc.

Il possède toutes les fonctionnalités du Sampler Akai S1000, référence en la matière, permettant ainsi l'accès à la gigantesque base d'échantillons de ce sampler.
Au chapitre des points négatifs :
- il reste en retrait au niveau de la qualité de lecture des échantillons lorsqu'il est comparé a d'autres échantillonneurs comme « Kompakt » de Native Instruments ou encore HaLION  de Steinberg, en effet le NNXT a tendance à générer des artéfacts audibles dans certaines conditions.
- Dr REX Loop Player -  est à placer dans la catégorie des « lecteurs de boucles ».

Cet équipement utilise le format propriétaire de Propellerheads : « .rex ». Ce format d'échantillon sonore est créé à partir d'un autre programme de la même firme : ReCycle, qui permet d'adapter le tempo de  boucles de son, par un savant découpage rythmique de la boucle proprement dite.
La boucle sonore étant « tranchée » (« slicée ») en de multiples échantillons, elle devient ainsi aisément manipulable. Le « Dr REX » intégré également des filtres et des panoramiques permettant de traiter le son comme n'importe quel autre sampleur.
- Redrum Drum Computer - est une boîte à rythmes.

Outil de base fonctionnant avec des « kits » d'échantillons sonores (Grosse caisse, caisse claire, charleys, etc.), séquencés pas-à-pas sous forme de « patterns » (motifs) pouvant ainsi être combinés pour former des motifs rythmiques complexes.
L'interface graphique de Redrum est directement inspirée des boîtes à rythmes  TR-808/TR-909 de la société Roland.
- Kong Drum designer - est une boîte à rythmes.

Outil de base fonctionnant sur une synthèse sonore avec « empilement de samples » ou « Drum Layering », permettant d'obtenir des sons complexes, des effets numériques complètent l'outil.

### Effets
Le module Mclass Mastering Effect, apparu dès la version 3 de Reason, comprend une suite de 4 équipements destinés à faciliter le Mastering :
- MClass Equalizer -  est un égaliseur  4 bandes  paramétriques.
- MClass Stereo Imager -  est un module qui permet d'élargir le panoramique stéréo du champ sonore, ajustable sur 2 bandes : graves / aiguës.
- MClass Compressor - est un compresseur mono-bande, doté d'une entrée « Side-Chain ».
- MClass Maximizer -  est un module « Maximiseur », destiné à augmenter le volume du son au maximum, en évitant la saturation.

#### Effets supplémentaires
- RV7000 Advanced Reverb - Un module de réverbération de très bonne facture, avec une possibilité d'égalisation et un réglage avancé des paramètres de correction sonore (durée écho, nombre échos, délais, pré-délais, etc.)
- Scream 4 Distortion - est un module de « destruction de son », destiné à « salir »  un son, afin de lui donner un aspect plus brut...

À l'image des distorsions, overdrive que l'on trouve sur les amplis de guitares. Deux paramètres sont réglables parmi les dix modes proposés.
- BV512 Digital Vocoder - est un  vocodeur à entrée monophonique (modulateur), disposant de 512 bandes au maximum.

Reason offre également plusieurs autres effets, plus simples dans leur conception.
- RV-7 Digital Reverb -  Une « reverb » (réverbération) simple, offrant 3 réglages « Hall » et 4 réglages « Rooms » disponibles plus les réglages « Gated », « Low Density » et « Stereo Echoes », inclus dans la première version de Reason, mais au rendu sonore décevant, c'est pour cela que Propellerhead créa le RV7000, plus performant et d'une qualité sonore supérieure. Il fut néanmoins décidé de conserver cette « reverb » dans un but de compatibilité avec les anciennes versions des projets Reason (.rns / .rns)  afin de pouvoir charger des projets réalisés sous d'anciennes versions de Reason.
- DDL-1 Digital Delay Line - Effet de  Delay (effet) (délai) avec feedback ajustable, panoramique et intensité de traitement (« dry/wet ») réglables. Le délai peut être réglable en mesure de temps (millisecondes) ou par le tempo.
- D-11 Foldback Distortion, Filtre permettant d'écrêter le signal, afin de simuler une distorsion…
- ECF-42 Envelope Controlled Filter, Filtre paramétrable en fonction de l'enveloppe (ADSR) du signal.
- CF-101 Chorus/Flanger - Effet de Flanger
- PH-90 Phaser Effet de Phasing
- UN-16 Unison - Permet d'« enrichir » un son, en réinjectant le même signal 4, 8 ou 16 fois et en désaccordant légèrement chaque signal, le son apparait ainsi plus « gros », plus important.
- COMP-01 Compressor/Limiter - compresseur basique, gain automatique (11 Leds), 4 réglages : « Ratio » (taux de compression), « Thresh » (déclenchement), « Attack » (attaque), « Release » (finale), etc.

- PEQ-2 Two Band Parametric EQ - Égaliseur paramétrique 2 bandes ; contrôle du gain, facteur Q, et fréquence ; idéal pour filtrer rapidement un son en sortie de générateur sonore et avant de rentrer sur la table de mixage.

### Outils divers
Deux outils, les « spiders » sont également disponibles afin de « router » le son de façon aisée au sein des différents équipements.
On peut les comparer à des « multiprises » électriques.
- Spider Audio Merger & Splitter - utilisé avec des signaux audio, l'équipement permet de séparer une source stéréo en 4 sorties stéréo ou au contraire de réunir 4 entrées stéréo en 1 sortie stéréo. Pas de traitement de signal appliqué sur l'équipement, c'est en quelque sorte un « hub » pour les signaux audio.
- Spider CV Merger & Splitter CV/Gate - Similaire au précédent, mais uniquement dédié aux signaux CV de modulation.

Les signaux « CV » (« Control Voltage » ou Tension de contrôle) servent à la modulation des paramètres et ne transmettent pas de données audio.
Les signaux « Gate » correspondent eux aussi à un type de tension de contrôle, mais ils servent plutôt à déclencher des événements (note on/note off, enveloppe, etc.).
Enfin, les inclassables :
- Matrix Pattern Sequencer - Séquenceur pas-à-pas  offrant de 16 à 32 pas de programmation, organisés en 4 banques de 8 patterns. Le « Matrix » peut être commandé par CV/Note, « Gate » ou « Curve Control », offrant une grande flexibilité pour le déclenchement de divers événements (« pannings », filtre, effets divers, pilotage d'autres équipements) à partir du module.
- RPG-8 Monophonic Arpeggiator - Version 4 uniquement, RPG-8 est un arpégiateur monophonique classique.
- Rebirth Input Machine - Module spécial destiné à s'interconnecter avec ReBirth RB-338 (en), ancien logiciel de Propellerhead (disponible gratuitement désormais sur le site Propellerhead), orienté musique « techno/acid ». Ressemblant très fortement aux Roland TB303/TR-808/TR-909.
- ReGroove Mixer - un programmateur de groove, fonctionnant individuellement par canal, permet de rajouter une dose de « groove » dans les pistes sonores, les rendant ainsi moins linéaires et moins mécaniques.

### Interface supplémentaire
Lorsque l'on presse la touche « TAB », Reason dévoile la face arrière du rack virtuel. Comme dans un vrai studio d'enregistrement, on peut alors voir et changer les câbles de raccordement (audio et data) entre les différents modules de Reason.

## Historique des différentes versions
En 2019, la société Propellerheads Software est renommée Reason Studios. La charte graphique de la marque est également modifiée et un nouveau logo fait son apparition.

### Version 11

Ancien logo (version 1 à 10)

### Version 7
- Cette nouvelle version de Reason présente une interface légèrement différente de la version 6.5, notamment au niveau des entrées de la table de mixage.
- Une amélioration majeure est la fenêtre Spectre/EQ, qui donne la possibilité de visualiser le spectre de n'importe quel module ou instrument présent dans la table de mixage, mais aussi de la section Mix Général. Cette amélioration permet de remodeler le son avec les EQ de la console de mixage SSL 9000k présente virtuellement dans Reason à partir de la version 6.
- La nouvelle fonction « Time Stretch » qui permet de redimensionner le spectre d'un enregistrement audio directement dans Reason est aussi une nouvelle fonctionnalité de cette version 7.

### Version 6
Principale nouveauté de Reason 6 : l'intégration de 'Record (en)' l'autre produit de Propellerhead destiné à l'enregistrement 'Live'.
Les possibilités du logiciel Reason s'en trouvent décuplées de par l'accès aux fonctionnalités (filtres, instruments, effets) de l'autre produit.
L'autre nouveauté est l'Ignition Key, permettant de transporter la licence d'utilisation du logiciel partout. Sans « Ignition Key » il est possible d'utiliser le logiciel, sauvegarder les sessions… mais il n'est pas possible de rouvrir ou ré-importer les fichiers enregistrés.
Il existe toutefois la possibilité de valider sa session Reason via un accès Internet classique, (à condition de disposer de son compte utilisateur /mot de passe et d'avoir ouvert une session avec), avant de commencer à travailler.

#### Nouveaux instruments
- ID8 : (Instruments Devices 8) est un bloc-synthétiseur destiné aux séquences MIDI chargées dans Reason.

Il contient 36 presets compatibles avec le standard General MIDI. Il se charge par défaut dans Reason lors de l'ouverture d'une séquence au format « .mid » (Midifile). 
Chaque piste Midi provoque le chargement d'un module « ID8 » avec le son approprié.
- Neptune :  Le Neptune est un vocodeur de phase (en) ; dans la même veine que le produit phare : « Antares Auto-Tune », il permet de corriger automatiquement en direct, via de puissants algorithmes, la hauteur de son de l'instrument ou de la voix appliquée sur ses entrées.

#### Nouveaux effets
- Pulveriser Demolition :  compresseur + filtre multimode + distorsion.
- The Mixer :  Une nouvelle table de mixage, directement importée de RECORD.
- The Echo :  « Delay stereo »(Chambre d'Echo), complètement paramétrable.
- The Alligator :  diviseur de signal audio 3 bandes, avec effets de filtres et patterns.
- Enregistrement Audio direct, autre import de RECORD, vous permet d'enregistrer directement dans les pistes du séquenceur.
- Line  6 : Collection d'amplis viruels, de Basses et de guitares.

#### Corrections et Améliorations

##### Version 6.0
- VU-mètre d'enregistrement/accordeur  retravaillé « Recording Meter »
- Exports fichiers audio  (stereo ou multi-voies)
- Gestionnaire de prises de sons multiples
- Gestion des fonctionnalités de « Time stretching » en édition audio.
- Mise à jour des banques de sons, livrées avec le logiciel.

##### Version 6.5
- Rack extension : apport de modules tiers (instrument et effet)

### Version 5

#### Nouveaux instruments
- Ajout du « Kong Drum designer », une boîte à rythme/« échantillonneur » fonctionnant sur la base d'échantillons sonores (samples) que l'on peut combiner entre eux (Drum-Layering) et auxquels on peut ajouter des effets de filtrages, réverbérations, délais, afin de générer des textures sonores uniques pour chaque instrument/set de batterie.
- Ajout du « Dr OctoRex », lecteur de boucles « .rex » 8 pistes
- Ajout d'un mini éditeur de sample et la possibilité d'enregistrer facilement une entrée audio.
- Tous les samplers (NNXT/NN19/KONG/Redrum) de Reason sont de vrais échantillonneurs, capables maintenant d'enregistrer jusqu'à 30 secondes de sample.

Séquenceur :
- Ajout du mode « Block », sorte de mode hybride entre le mode « pattern » (motifs) et le mode « live »

#### Correction et améliorations
- Support des CPU Multi-core
- Nouveau Rack « externe » entrée-sortie (bouclage audio)
- Nouveau Moteur de rendu audio, plus performant que la v4
- Redisign de la partie « Séquenceur » du logiciel  (fonction « règle-loupe »)
- Possibilité d'utiliser le clavier PC/MAC comme « clavier synthé »
- Affichage de l'activité du DSP de Reason (Cœur du logiciel effectuant le « rendu » sonore, envoyé vers les sorties audio)
- Fonction « Tap Tempo », permettant d'ajuster directement le tempo du morceau en cliquant sur une touche.

### Version 4
- Amélioration de la prise en main du séquenceur, avec de nombreuses fonctionnalités innovantes (clips, couleur, drag'n'drop, etc.)
- Synthétiseur semi-modulaire « Thor », permettant d'utiliser 6 types d'oscillateurs et 4 types de filtres, ainsi que de nombreuses possibilités de routage interne
- Arpégiateur RPG-8
- Re-Groove, permettant d'automatiser des microvariations de notes, pour créer un « groove »
- Menus multilingues

### Version 3
La version 3.0 du logiciel inclut deux tables de mixage, deux synthétiseurs (nommés « Subtractor » et « Malström ») dont l'un fonctionne en synthèse soustractive, deux types différents d'échantillonneurs (« NN19 Digital Sampler » et « NN-XT Advanced Sampler »), un générateur de boucles (« Dr.Rex loop player »), une boîte à rythmes (« Redrum drum computer ») et de nombreux effets et processeurs de signaux (distorsion, réverbération, chorus, vocodeur…). Il est équipé d'un séquenceur et d'un ensemble de modules appelés « Master class » permettant la masterisation d'une composition. Le « Master Class » regroupe un égalisateur paramétrique 4 bandes, un processeur d'images stéréo, un compresseur et un limiteur). Il est enfin livré avec un utilitaire nommé « Combinator », qui permet de combiner plusieurs instruments en un seul.